# Innocent II
Pour les articles homonymes, voir Innocent.
Innocent II (Gregorio Papareschi), né à Rome (Italie), est le 164e pape de l’Église catholique du 14 février 1130 au 24 septembre 1143. 
il reconnaît la création d’hospices tel que celui de Picquigny. 

## Débuts
Membre du clan Guidoni, Gregorio est d'abord chanoine régulier de Saint-Jean de Latran. Nommé cardinal-diacre par Urbain II en 1088 (titre inconnu), il devient en 1116 cardinal-diacre de Saint-Ange en Pescheria. Il suit son prédécesseur Gélase II dans son exil en France. Sous le pontificat de Calixte II, il accompagne le légat pontifical Lambert, cardinal-évêque d'Ostie, dans sa mission en Allemagne. Avec ce dernier, il prend part à l'élaboration du concordat de Worms, qui en 1122 met fin à la longue querelle des Investitures. À son retour, il s'attache au clan des Frangipani, l'une des grandes familles romaines, contre les Pierleoni, plus populaires.

## Pontificat

### L'élection
Au début de l'année 1130, alors que le pape Honorius II est à l'article de la mort, le cardinal Aymeric, partisan des Frangipani, persuade ce dernier d'instituer une commission de huit cardinaux pour élire son successeur. Il resterait ensuite au Sacré Collège d'approuver ce choix. En pratique, la commission se trouve composée d'une minorité de pro-Pierleoni, pourtant majoritaires dans le Sacré Collège.
Quand Honorius II meurt dans la nuit du 13 au 14 février, Aymeric réunit les six autres membres de la commission présents sur place, dont un seul partisan des Pierleoni. Gregorio, proche des Frangipani, est donc élu par six voix contre une ; il prend le nom d'Innocent II. Le vote est confirmé par dix autres cardinaux de la même faction, pour la plupart français. Quelques heures plus tard, les cardinaux de la faction Pierleone, majoritaires, élisent Pierre Pierleone, qui prend le nom d'Anaclet II.

### Le schisme

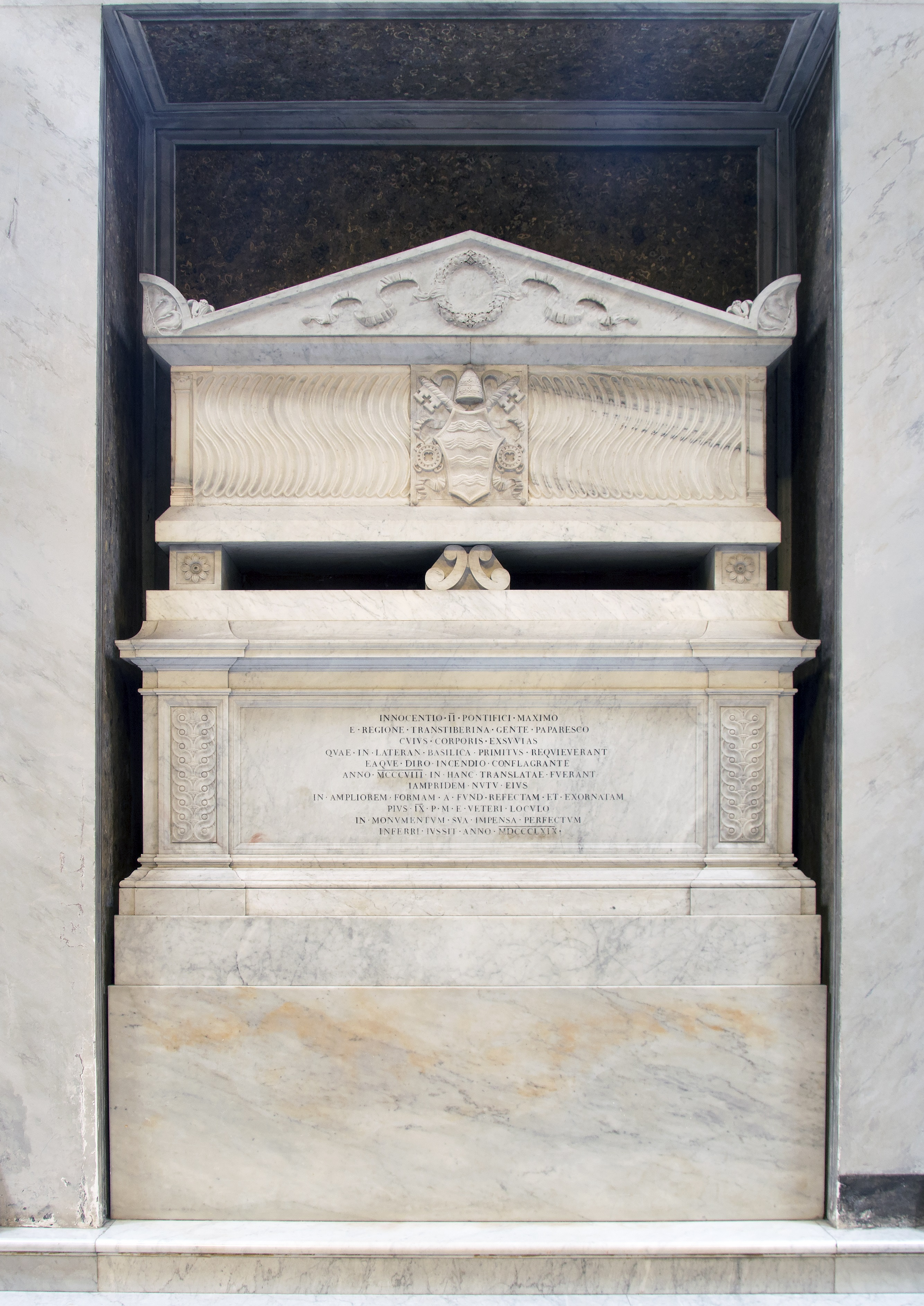
Sépulture.

C'est le schisme. Anaclet II est soutenu par les Normands du roi Roger II de Sicile et par une majorité des Romains. Ainsi, Innocent II ne peut être couronné qu'à Sainte-Marie-Nouvelle, et non à la basilique Saint-Pierre. Il est également prisonnier un temps des Normands. Contraint de quitter Rome, il se réfugie d'abord en Toscane, puis en Ligurie, et enfin en Provence.
Si l'empereur Lothaire II ne se montre guère pressé de trancher, Louis VI le Gros est plus actif, sans doute sur le conseil de Suger. Il convoque à Étampes les archevêques de Sens, Reims et Bourges ainsi que des évêques et abbés, parmi lesquels Bernard de Clairvaux, et son ami Gossuin d'Anchin. Ceux-ci prennent parti pour Innocent II dès que les Frangipani le contactent, et refusent de prendre connaissance du dossier adverse. Pendant le concile est lue l'importante lettre de soutien à Innocent II écrite par Guigues, cinquième prieur de la Grande-Chartreuse et influente autorité spirituelle de son temps. La Chronique de Morigny en fait état : "On entendit avec beaucoup de joie et d'admiration la lettre concernant l'affaire du schisme, envoyée par les excellents ermites de Chartreuse."  Ce même Guigues interpella le Duc d'Aquitaine et Comte de Poitiers, Guillaume X, qui avait été gagné au parti du Pape Anaclet, pour l'exhorter à revenir dans l'Eglise. Accueilli en France par Suger, Innocent II convoque un synode à Clermont et le 19 octobre 1131 le concile de Reims : Anaclet est excommunié.
Le 25 octobre 1131, il sacre roi à Reims, Louis le Jeune du vivant de son père, après la mort accidentelle de son frère aîné Philippe le 13 octobre.
Il vient à Autun dédicacer la seconde église cathédrale d'Autun.
À la suite de Louis VI, Henri Ier Beauclerc prend parti en faveur d'Innocent. Sur les conseils de Norbert de Xanten, fondateur des Prémontrés, Lothaire II fait finalement de même. En 1133, il intervient militairement en Italie. Cependant, aussitôt couronné par Innocent, il rebrousse chemin avec son armée. De nouveau chassé de Rome, Innocent II s'installe à Pise où il tient, en 1135, un concile réitérant la condamnation d'Anaclet et de ses partisans. En 1136-1137, Lothaire mène une seconde campagne militaire, qui inflige une défaite temporaire à Roger de Sicile, le plus sûr soutien militaire d'Anaclet. C'est la mort de l’antipape, en janvier 1138, qui met fin au schisme : son successeur, Victor IV, se soumet rapidement à Innocent.
Innocent II convoque en avril le IIe concile du Latran pour affermir sa position : il reprend l'œuvre du Ier concile du Latran, en 1123, et confirme les décrets des synodes de Clermont, Reims et Pise. À la clôture du concile, il entreprend de réduire Roger de Sicile, son dernier adversaire. Fait prisonnier, il doit finalement traiter avec le Normand : par le traité de Mignano, en juillet 1139, il reconnaît son titre royal ainsi que ses territoires.
À sa mort, Innocent II est inhumé dans la basilique du Latran, avant d'être transféré en 1308 en la basilique Sainte-Marie-du-Trastevere.

## Bulles
- 1132 : Le pape reconnaît que tous les monastères de l'ordre de Cîteaux sont exempts de la juridiction épiscopale et les dispense de payer les dîmes sur leurs terres[5].
- La bulle de Gniezno (en latin Ex commisso nobis, en polonais Bulla gnieźnieńska) est une bulle du pape Innocent II par laquelle il abroge l’autorité de l’archevêché de Magdebourg sur l’Église polonaise, confirmant l’indépendance de l’Église polonaise. Promulguée le 7 juillet 1136, elle contient la première référence écrite de la langue polonaise.
- En octobre 1136, à la requête de Louis VI, roi de France et de son épouse Adélaïde, il confirme la règle et les possessions des religieuses de l'abbaye de Montmartre[6].
- Omne datum optimum (1139) : Innocent II place l'ordre du Temple sous son commandement personnel et le soustrait à toute autre autorité ecclésiastique.